# Mary Kim Titla

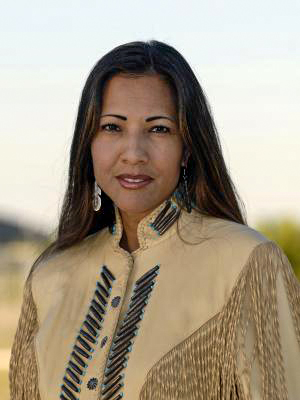
Mary Kim Titla, 2008

Mary Kim Titla (* 24. November 1960 in San Carlos, Arizona) ist eine US-amerikanische Journalistin und Fernsehreporterin und war Demokratische Kandidatin für den Kongress 2008 in Arizona. Sie ist Apachin und eingetragenes Mitglied in der San Carlos Apache Indian Reservation im Südosten Arizonas. Im Falle ihrer Wahl wäre sie die erste Indianerin im Kongress gewesen, gleichzeitig kandidierten Indianer in New Mexico und in Alaska.
Der Name Titla ist die verkürzte Version des Apachenwortes hada-tithla, was Blitz bedeutet.

## Herkunft und Jugend
Titlas Eltern sind Philipp und Charlotte Titla. Der Vater war bei der Geburt seiner Tochter erst 16 Jahre alt, doch entschieden sich die jungen Eltern gegen die Freigabe zur Adoption. Philipp Titla wurde als Holzschnitzer bekannt, seine Frau war als Sozialarbeiterin angestellt, versuchte sich aber auch auf dem Gebiet der Stammespolitik. Nachdem sie insgesamt fünf Kinder (neben Mary Kim waren dies Millie, Phillip Darrell, Phillip Jr., Gussie) zur Welt gebracht hatte, entschieden sich die Eltern, zusammen mit ihrem jüngsten Kind einen Highschool-Abschluss nachzuholen.
Bis zu ihrem 8. Lebensjahr wohnte die Familie bei den Großeltern väterlicherseits in Bylas, im Graham County. Mary Kim ging auf eine lutherische Missionsschule und eine Grundschule, die Bylas Lutheran Mission und die Ft. Thomas Elementary School. Dann zog die Familie nach San Carlos im Gila County um, wo sie die Peridot Lutheran Mission besuchte und ein Jahr an der Globe High School verbrachte. Sie konnte in der Nähe ihrer Familie leben, weil sie nach einem Unfall in eine öffentliche Schule aufgenommen wurde. Ihren Abschluss machte sie an der East Fork Lutheran High School in der White Mountain Apache Reservation (im Navajo County). Sie engagierte sich in der United National Indian Tribal Youth (etwa: Vereinigte Bundesweite Indianische Stammesjugend, kurz UNITY), wofür sie vom Kongress ausgezeichnet wurde.

## Journalistikstudium und Familie
Schließlich besuchte sie das Eastern Arizona College in Thatcher, wechselte danach zur Universität von Oklahoma, wo sie ihre Prüfung als Journalistin ablegte. Dazu gab sie ihr ursprüngliches Vorhaben, Lehrerin zu werden, auf. Während dieser Zeit stellte sie sich zweimal einer Misswahl und wurde zur Miss Indian Eastern Arizona College bzw. 1981 zur Miss National Congress of American Indians gewählt. Bei dieser Gelegenheit kam sie mit anderen Indianerinnen in Kontakt, unter anderem in Alaska, und konnte später das Land bereisen. Darüber hinaus engagierte sie sich in einer Schülerzeitung, an einem gemeinsamen Jahrbuch und im Native American Club.
An der Universität lernte sie ihren Ehemann John Mosley, Angehöriger der Assiniboine/Paiute Tribes, kennen, der von Kalifornien nach Oklahoma gezogen war. Die Eltern lehnten eine Ehe der beiden ab, solange ihre Tochter noch nicht ihr Studium abgeschlossen hatte. Die beiden heirateten im August 1985, wenige Monate vor Titlas Studienabschluss. Mosley stammte aus Kalifornien und hatte die University of Oklahoma besucht. Wenig später graduierte Titla an der Arizona State University mit einem Master in Mass Communication Degree. Während dieser Zeit unterstützte sie ihre Mutter Charlotte, die sich als erste Frau für den Sitz einer Vice Chairwoman of the San Carlos Apache Tribe bewarb, jedoch eine Niederlage hinnehmen musste. Im Dezember 1985 kam der Sohn Jordan zur Welt.

## Journalistin bei ABC in Phoenix
Als ihr Mann seine Arbeitsstelle verlor, bewarb sich Mary Kim Titla 1986 beim Fernsehsender KTVK TV in Phoenix, einer Tochter der American Broadcasting Company (ABC). Während ihr Mann bei FedEx arbeitete, stieg sie binnen zwei Jahren von der Empfangsdame zur Produktionsassistentin auf. 1987 wurde sie die erste indianische Fernsehreporterin in Arizona. Ihr erster Bericht drehte sich um den Besuch von Papst Johannes Paul II. Dabei konnte sie die Kontakte, die sie während ihrer Misswahlen angeknüpft hatte, nutzen, um den Papst bei seinen Reservatsbesuchen zu begleiten. Sie arbeitete danach sechs Jahre für das Schwesterunternehmen KVOA, 1993 ging sie zu KPNX TV. Während dieser Zeit brachte sie zwei weitere Söhne zur Welt. 
2005 gelang ihr der Wechsel in ihr eigentliches Metier, den Journalismus für Schriftmedien, doch weniger im Druckbereich, als vielmehr im Internetbereich. Sie arbeitete nun für Native Youth Magazine online. Außerdem ist sie Mitglied des Gilson Wash District Economic Enterprise Board, der sich die Wirtschaftsförderung der Region zum Ziel gesetzt hat. In einem Gebiet mit über 80 Prozent Arbeitslosenquote gelang ihr die Eröffnung von Mescal Mountain Materials, einem Unternehmen für Sand- und Kiesgewinnung. Schließlich gründete sie Titla Consulting, ein Unternehmen, das sich mit Medien und der dortigen Sprache befasst und darin berät.

## Politische Ambitionen: Senat, Häuptlingswahl

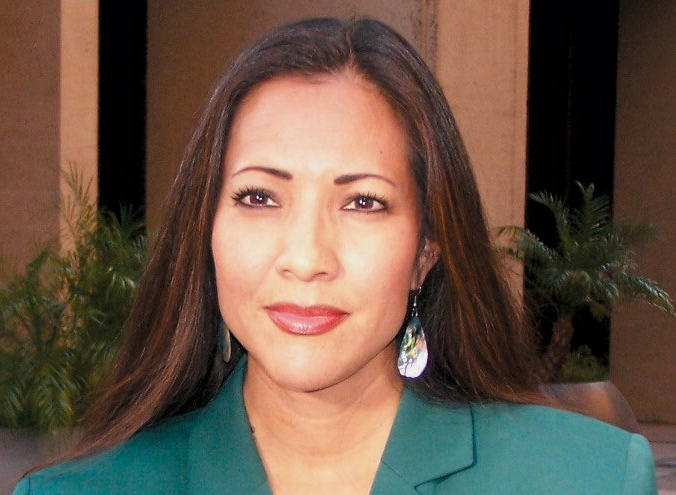
Titla im Jahr 2007

Im Januar 2007 lief sie ihren ersten Halbmarathon, im Bewusstsein, dass der Langstreckenlauf eine traditionelle Grundlage bei vielen Indianervölkern hat. Auch in ihrer Familie hatte das Laufen Tradition, ihre Mutter lief ebenfalls den Marathon. 
Bei den Vorwahlen für die demokratischen Kandidaten des 1. Distrikts in Arizona verlor Titla mit 33 Prozent der demokratischen Wähler gegen Ann Kirkpatrick (47 Prozent), eine frühere Staatsanwältin, die von 2004 bis 2007 Arizonas zweiten Distrikt vertreten hatte.
Im Oktober 2010 bewarb sich Titla für die Position des Vorsitzenden (chairman) des San Carlos Apache Tribal Council. Ihre Hauptziele waren die Förderung des Hausbaus und die Gründung eines Museums und eines Apachendorfs, um am Tourismus zu partizipieren. Jedoch unterlag sie bei der Wahl am 1. November mit 29,5 Prozent der Stimmen gegen Terry Rambler, der 35 Prozent erzielte. Die beiden anderen Kandidaten Wendsler Nosie Sr. und David Reede erhielten 19,65 bzw. 15,59 Prozent.

## Direktor desUnited National Indian Tribal Youth
2013 wurde Mary Kim Titla bei United National Indian Tribal Youth (UNITY) als second executive director angenommen, wo sie für die nationale Jugendarbeit zuständig ist und die Vorbereitung auf Führungspositionen für Indigene Jugendliche. 2016 leitete sie als Direktorin die Vierzigjahrfeier der Vereinigung. 2014 entstand das Mary Kim Titla Scholarship am Eastern Arizona College.

## Auszeichnungen
2012 erhielt Titla den ersten Edward Wadda UNITY Award, der an den namensgebenden Eastern Shoshone erinnert. Sie hatte durch Golfturniere über eine halbe Million Dollar eingeworben, die der Organisation zuflossen. Sie stiftete den Preis dem San Carlos Apache Youth Council.